# Микрофинансирање
Микрофинансирање је сектор финансијских услуга намењених популацији са нижим приходима, нарочито сиромашнима и веома сиромашнима, који иначе немају приступ класичним банкарским и другим финансијским услугама.
Термин се често користи у ужем значењу микрокредита, иако микрофинансирање обухвата и штедне услуге, услуге осигурања и трансфера новца.
Према проценама Светске банке, у свету тренутно послује око 7000 микрофинансијских институција, са више од 16 милиона клијената, углавном сиромашних из земаља у развоју. Укупан годишњи обрт процењен је на 2,5 милијарде америчких долара, уз изузетан развојни потенцијал.

## Каматна стопа у микрофинансирању
Каматна стопа у микрофинансирању је предмет интензивних спорова и дискусија због крајње вредности коју она представља за крајњег потрошача у цени финансијских производа, посебно заjма. Мухаммад Иунус, стручњак за ову тему, напомиње да наведена вредност не би требала да премаши 10% каматне стопе након покривања трошкова. Просечна глобална каматна стопа и стопа провизије се процењују у 37%, а на неким тржиштима стопе достижу 70%.
Стопа зајма 6% -15% више од банкарске стопе за сличну врсту заjма може се назвати једним од знакова ропског кредитирања, заједно са ситуацијом у којој подразумевана стопа може скочити двоструко или више од уобичајене стопе. Разлог високих каматних стопа пре свега није трошак капитала. Уместо тога, главни разлог за високе трошкове микрофинансијских зајмова су високи трансакциони трошкови традиционалног микрофинансирања у поређењу са величином зајма.